# Ommatius suntius
Ommatius suntius là một loài ruồi trong họ Asilidae. Ommatius suntius được Oldroyd miêu tả năm 1972. Loài này phân bố ở miền Ấn Độ - Mã Lai.